# 五月二日广场

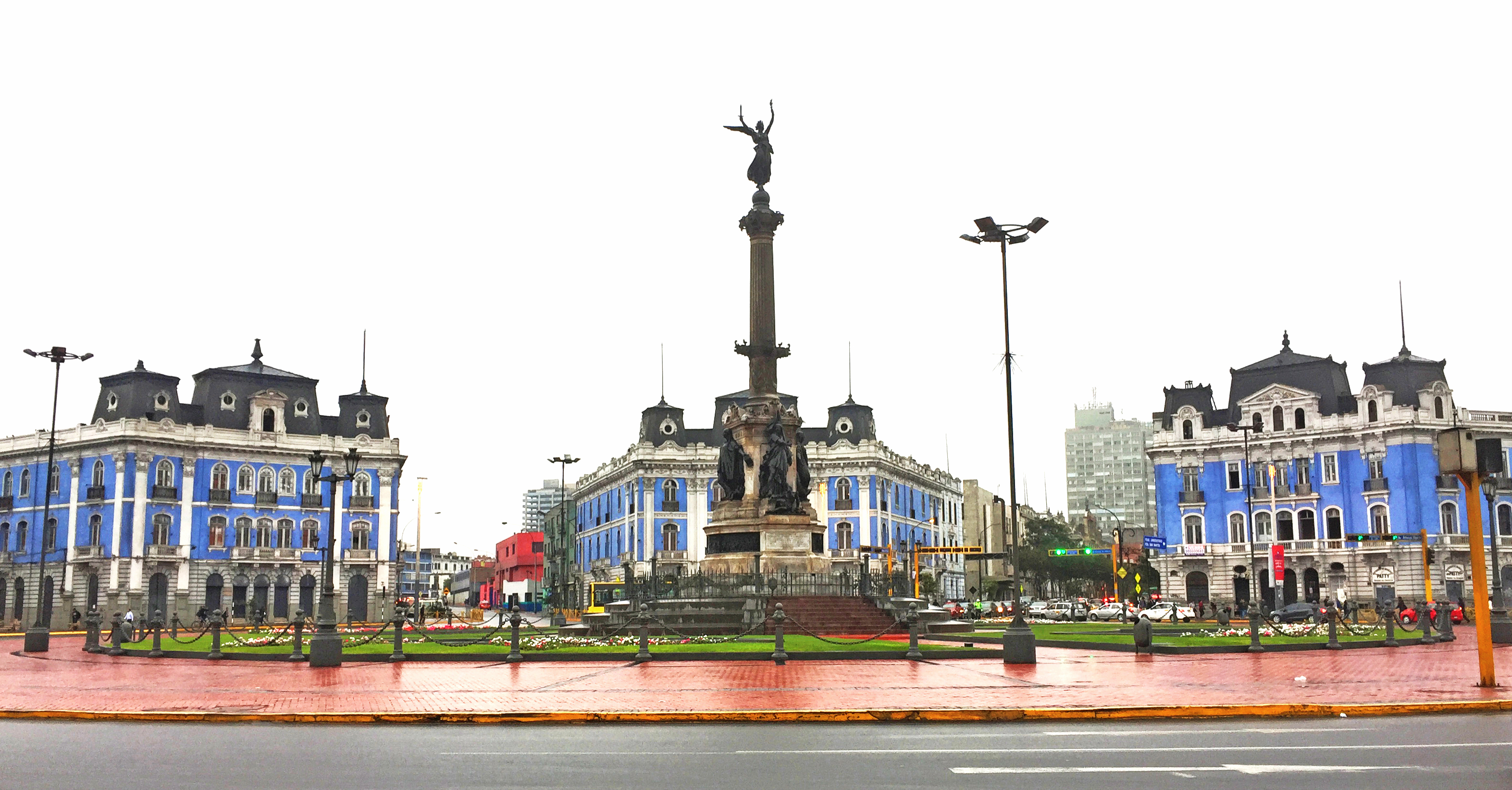
五月二日广场

五月二日广场（西班牙語：Plaza Dos de Mayo）是一个位于秘鲁首都利馬中心的廣場。
1870年代，秘鲁政府兴建此广场，以纪念1866年5月2日的卡亚俄战役。在此以前此处曾有一個广场称为「女王椭圆广场」，该广场本來位于城市大门附近，后来因城市发展逐漸扩张而被纳入城市之内。广场中央的纪念碑是在法国建造，並在1873年至1874年期间運往秘鲁後重新组装。1874年7月雕像揭幕。建筑师是埃德蒙·纪尧姆。有几条重要的大道汇集在广场附近，如阿方索·乌加特大道、殖民地大道。20世纪后期，政府在广场下方修建行车隧道以缓解交通堵塞。

## 历史
五月二日广场的建立最初是在马里亚诺·伊格纳西奥·普拉多的第一届政府所提出计划。1866年5月2日的卡亚俄战役结束后几天，普拉多政府下令在殖民时期被称为「女王椭圆广场」的地方，建立一座纪念碑，用來纪念卡亚俄战役。该纪念碑的设计緣由是來自公开招标，其招标规则规定：「该纪念碑应該以大理石和青铜制成，并不只能只有一个雕像，还要在其底部建造四座小雕像，以代表反对西班牙的四国联盟的成员国：秘鲁、玻利维亚、智利和厄瓜多尔」。在战斗中英勇牺牲的战争部长何塞·加尔韦斯·埃古斯奎萨的半身像被放在雕像顶部，战斗的主要情节從雕像之上的浮雕形式可以看出。在那一天牺牲的所有士兵的名字也将被放在雕像之中。
这座纪念碑最终于1874年7月29日建成，当时政府早已不是普拉多政府，而是曼努埃尔·帕尔多。当时，弗朗西斯科·罗萨斯·巴尔卡萨担任政府和公共工程部长。纪念碑的成本是 220,000 法郎。纪念碑的运输和安置需要大约 10,000 法郎。

19世纪后期游览秘鲁的德国旅行家恩斯特·W·米登多夫对这座纪念碑的描述如下：
在一个圆盘的中央，有铁柱和铁链将雕像与广场的其他部分所隔开，在那耸立着一根有凹槽的柱子，柱子上的球状物是浮空的、是金色的胜利女神的雕像。胜利女神面向大海，她右手拿着一把短剑，左手拿着火焰。柱子的底座是圆柱形的，由三个高大的花岗岩台阶所组成。随后是基座，基座由铁栅栏保护。它的两侧是铜牌和浮雕，上面有战斗的场景；上面是一个方形的基座，而柱子立在上面，其两侧是四个妇女的雕像，其象征着四个结盟的国家（智利、玻利维亚、厄瓜多尔和秘鲁）。在面向大海的一面是描绘加尔维斯上校在一个平台之上死亡的雕像，而下面是铭文：「献给秘鲁和美洲的捍卫者，他们捍卫了秘鲁和拉丁美洲国家之独立，反击打跑了西班牙的入侵，并于1866年5月2日在卡亚俄后成立了四国同盟--MDCCCLXXII。」